# Hua He
En aquest nom xinès, el cognom és Hua.
Hua He, nom estilitzat Yongxian (永先), va ser un ministre de Wu Oriental durant el període dels tardans Tres Regnes de la història xinesa. Hua He era un ministre d'alt rang sota l'inepte governant de Wu, Sun Hao, però va acabar sent bandejat (fet que va incloure a molts altres ministres) de la cort perquè es va oposar a la radical política exterior de Sun Hao. Hua llavors se'n va anar a viure aïllat del món, com a resultat d'aquest esdeveniment, sentint-se molt desesperat pel ràpid adveniment de la caiguda de Wu.

## Nomenaments i títols en possessió
- Comandant de Shangyu (上虞尉)
- Comandant d'Agricultura (曲農都尉)
- Cavaller del Departament d'Afers Secrets (秘府郎)
- Assistent en el Secretariat Imperial (中書丞)
- Marquès de Chuling (除陵亭侯)
- Prefecte de Dongguan (東觀令)
- Oficial Dret d'Estat (右國吏)